# 米奈足球俱樂部
米奈足球俱樂部（烏克蘭語：Футбольний клуб «Минай»）是一家位於烏克蘭外喀爾巴阡州首府烏日霍羅德的職業足球隊，於2015年成立。米奈現時參加烏克蘭超級聯賽。

## 榮譽
- 烏克蘭足球甲級聯賽
  - 冠軍 (1): 2019–20
- 烏克蘭足球乙級聯賽
  - A組冠軍 (1): 2019
- 烏克蘭足球業餘聯賽
  - 1組冠軍 (1): 2018
- 扎卡帕提亞州錦標賽
  - 冠軍 (1): 2017
  - 季軍 (1): 2016
- 扎卡帕提亞州盃
  - 冠軍 (2): 2017, 2018[2]
- 扎卡帕提亞州超級盃
  - 冠軍 (1): 2017

## 外部鏈接
- 官方网站 （乌克兰語）
- Kachailo, M. Successors of Hoverla. How lives the team of Kopolovets? (Нащадки Говерли…Чим живе команда Кополовця?) （页面存档备份，存于）. UA-Football. 2018-05-04